# Зачистка

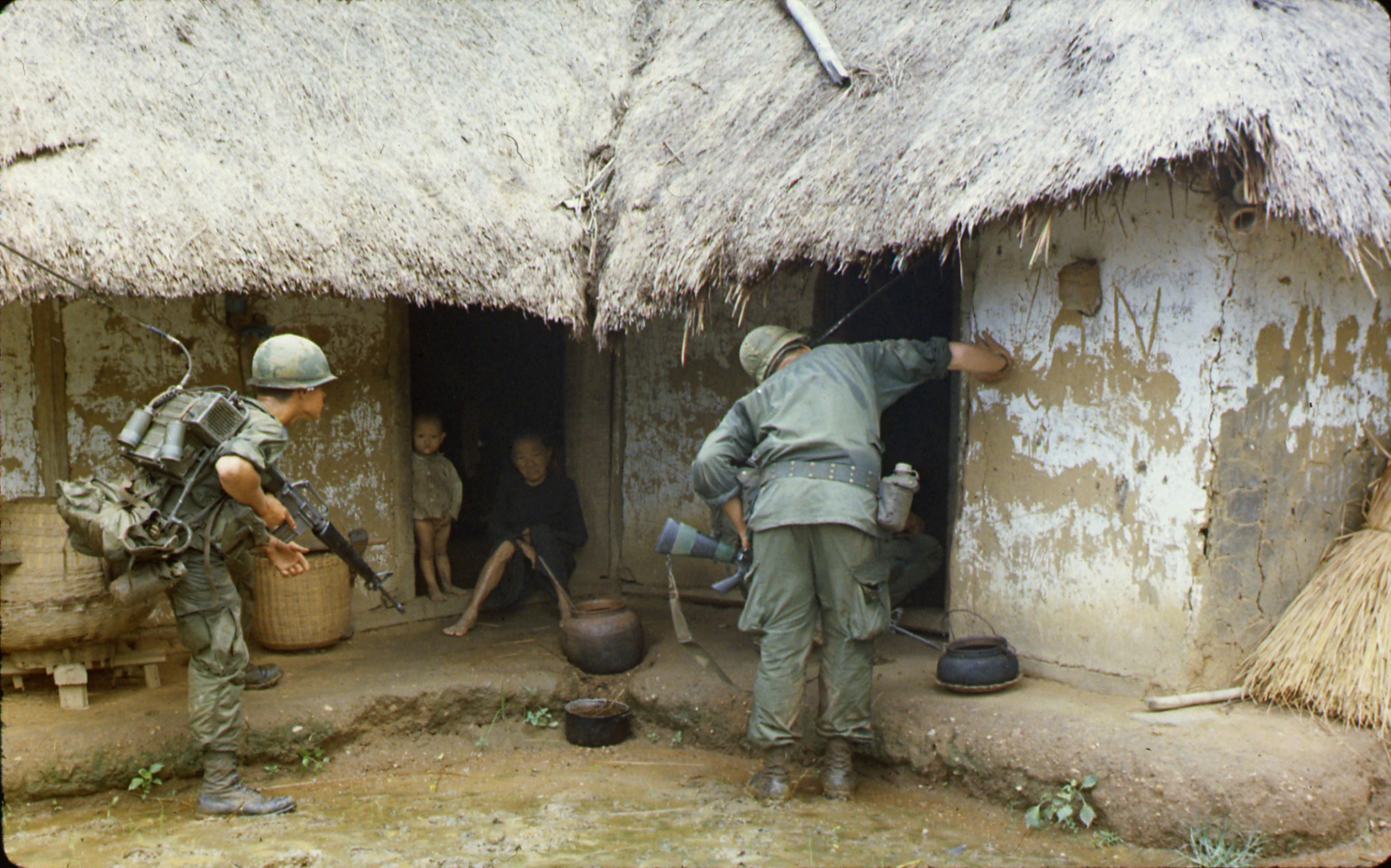
Во Вьетнаме

«Зачистка» — расхожее название оперативно-силовых мероприятий в населённых пунктах, в ходе которых жилые районы блокируются и осуществляется их обыск от одного здания к другому. Эти процедуры могут сопровождаться проверкой документов, удостоверяющих личность граждан, досмотром помещений, построек и пр. с целью задержания подозрительных лиц, которые могут быть причастны к противоправной деятельности, а также — выявлением и изъятием запрещенных к обороту предметов (оружия, взрывчатки, наркотиков, браконьерских средств и т. д.)
Подобные операции, в частности, являлись и являются до сих пор регулярной практикой правительственных войск или оккупационных сил в борьбе против повстанческих (партизанских, неправительственных) группировок (Афганская война, действия многонациональных сил в Ираке, первая и вторая чеченские войны, борьба правительственных войск с повстанческими сепаратистскими группировками в Кашмире и северо-восточных областях Индии, северо-западных областях Пакистана, периферийных районах Мьянмы, на Филиппинах, в государствах Латинской Америки и т. д.).

## Использование и осмысление термина
По мнению профессора Уральского федерального университета, доктора филологических наук И. T. Вепревой, в современном языковом сознании термин «зачистка» приобрёл черты эвфемизма под влиянием опыта боевой работы российских военнослужащих на Северном Кавказе. В этом контексте он обозначает «действия федеральных войск, направленные на поиск боевиков, оружия, боеприпасов». Его происхождение связывают с русским глаголом «зачищать» в смысле — делать чистым, устранить шероховатости и т. п. Этот семантический оттенок в комбинации с редукцией негативных признаков насильственного воздействия на объект послужил основой для формирования военной лексемы, которая актуализирует элемент полезности и необходимости, повышая позитивность восприятия своего денотата. В свете разнообразных сегментов языкового концепта «зачистка» (мягкая зачистка — обход подвалов и проверка документов, боевая зачистка — силовые действия и т. д.) глагол «чистить» начал употребляться в значении — освобождать общество от чуждых ему членов, а военный персонал, участвующий в зачистках, начал именоваться чистильщиками. При этом, по мнению языковеда, военный концепт мародёрства попадает в разряд разновидностей зачистки.
В некоторых случаях термин «зачистка» применяется в официальных документах. Так согласно Боевому уставу Сил специальных операций Республики Беларусь в статье 91 указывается, что «зачистка» и «прочёсывание» являются частными случаями в методологии поисковых действий, но не даётся им определение, не объясняется их суть и не раскрываются их отличия друг от друга. В ряде статей этого документа (115, 118 и 163) термины «поиск», «прочёсывание» и «зачистка» используются как синонимы, однако подчёркивается, что отсутствие базовых дефиниций в правовых документах Вооружённых Сил у терминов «зачистка» и «прочёсывание» вносит непонимание их смыслового содержания. В дополнение к этому отсутствие слова «зачистка» в словаре Ожёгова указывает на его нелитературность и ставит целесообразность его употребления под сомнение. При этом в качестве замены этого слова предлагается к использованию словосочетание «проверка населённых пунктов», которое имело хождение ещё со времён Великой Отечественной войны.

## Вид и организационные особенности
Операции по зачистке бывают:
- адресными, которые проводятся по данному конкретному адресу, не затрагивая окружающие его объекты;
- массовыми, которые характеризуются масштабностью привлекаемых сил и средств и проводятся по всему району или населенному пункту; могут быть использованы как прикрытие для адресной зачистки заранее известного адреса.

Организация зачистки начинается с предварительной рекогносцировки предстоящего района её проведения, поиска подходящих посадочных площадок для вертолетов в его окрестностях (на случай нужды в срочной эвакуации) и оценки состояния подъездных путей. Исходя из полученных данных разрабатывается сценарий операции, участвующие подразделения получают задачи, разбиваются на досмотровые группы, а среди досмотровых групп распределяются радиочастоты и устанавливаются условные сигналы и способы опознавания «свой—чужой».
Перед выдвижением на выполнение операции производится проверка состояния оружия и снаряжения.
Сама операция начинается с блокирования района её проведения, для этого привлекаются подразделения, оснащенные бронетехникой и оружием огневой поддержки. Разворачиваются мобильный штаб операции (желательно — на ближайшей доминирующей высоте) и временный фильтрационный пункт для задержанных. При командном пункте в обязательном порядке располагаются группа охраны и оперативный резерв. Считается, что необходимость задействовать резерв говорит о том, что ситуация выходит из-под контроля, поэтому в резерв выделяются наиболее подготовленное подразделение, усиленное тяжелым вооружением и бронетехникой.
Общепринятой схемы по проведению зачисток не существует, но есть несколько традиционных способов:
- проведение зачистки по секторам от окраин населенного пункта к центру (или наоборот)
- проведение зачистки по направлению с привязкой к какому-либо хорошо видимому линейному ориентиру.

При досмотре населенного пункта приданная бронетехника не должна выдвигаться далее фронта нахождения досмотровых групп с тем, чтобы в случае неожиданного обострения ситуации досмотровые группы имели возможность отойти под её прикрытие.

## Исторические примеры применения

### В Афганистане
Генерал-майор ГРУ А. С. Чубаров описывал проведение зачисток во время военных действий в республике Афганистан следующим образом:
… Кишлак блокируется, то есть входы-выходы перекрываются блокпостами, окружаются бронегруппой, и ищутся моджахеды. Как правило, искали подразделения Церандоя (внутренние войска МВД Афганистана) и Хада, армейские подразделения стояли на блокпостах. Перерастали они из агитационно-пропагандистских мероприятий, когда кишлак блокировался, объявлялось, что приедет кто-то из губернаторства, будут раздавать гуманитарную помощь. Под это дело так называемый батальон Аллы Пугачевой, то есть агитационно-пропагандистский отряд, включал песни из громкоговорителя. Выступал губернатор. Говорил, что народная власть заботится о вас, привезла рис, муку, галоши, выходите, получайте.

Если определялось, что кишлак мятежный, то устраивались фильтрационные пункты, на которых подразделения Церандоя и Хада вели допросы, определяя, кто может быть членами бандформирований
.

### Чеченский конфликт
Зачистки населённых пунктов неоднократно проводились российскими силовыми службами и войсковыми подразделениями в ходе первой и второй чеченских войн. Имеются свидетельства местного населения и правозащитных организаций о том, что эти операции сопровождались избиениями, пытками, незаконным содержанием в фильтрационных пунктах, внесудебными казнями и исчезновениями задержанных.

### Зачистки в России на рубеже 2000-х
Министерство внутренних дел проводило силовые операции в городах России вне Чечни — например, в ходе массового избиения в Благовещенске (Башкортостан).

## Изображение зачисток в художественных фильмах
- Апокалипсис сегодня (1979, США)
- Взвод (1986, США)
- Блокпост (1998, Россия)
- Ликвидация (2007, Россия)
- Район № 9 (2009), (США)